# Powiat Sternberg (Brandenburgia)
Powiat Sternberg (niem. Kreis Sternberg; pol. powiat torzymski) – były powiat w pruskiej rejencji frankfurckiej, w prowincji Brandenburgia. Istniał w latach 1816–1873. Jego nazwa pochodziła od niemieckiej nazwy Torzymia - Sternberg. W 1873 został podzielony na powiat Weststernberg i powiat Oststernberg. Teren dawnego powiatu leży obecnie w Niemczech w kraju związkowym Brandenburgia, w powiatach Oder-Spree oraz Märkisch-Oderland oraz w Polsce, w województwie lubuskim.
Siedzibą powiatu w latach 1816–1852 był Sulęcin (Zielenzig), zaś w latach 1852–1873 – Ośno Lubuskie (Drossen).